# Epepeotes
Epepeotes is een kevergeslacht uit de familie van de boktorren (Cerambycidae). De wetenschappelijke naam van het geslacht werd voor het eerst geldig gepubliceerd in 1866 door Pascoe.

## Soorten
Epepeotes omvat de volgende soorten:
- Epepeotes ambigenus (Chevrolat, 1841)
- Epepeotes andamanicus Gahan, 1893
- Epepeotes basigranatus (Fairmaire, 1883)
- Epepeotes birmanus Breuning, 1969
- Epepeotes ceramensis (Thomson, 1861)
- Epepeotes commixtus (Pascoe, 1859)
- Epepeotes desertus (Linnaeus, 1758)
- Epepeotes diversus Pascoe, 1866
- Epepeotes elongatus Hüdepohl, 1990
- Epepeotes gardneri Breuning, 1936
- Epepeotes himalayanus Breuning, 1950
- Epepeotes indistinctus Breuning, 1938
- Epepeotes integripennis Breuning, 1940
- Epepeotes jeanvoinei Pic, 1935
- Epepeotes laosicus Breuning, 1965
- Epepeotes lateralis (Guérin-Méneville, 1831)
- Epepeotes lugubris (Pascoe, 1866)
- Epepeotes luscus (Fabricius, 1787)
- Epepeotes meleagris (Pascoe, 1866)
- Epepeotes nicobaricus Breuning, 1960
- Epepeotes nitidus (Aurivillius, 1924)
- Epepeotes pictus Breuning, 1938
- Epepeotes plorator (Newman, 1842)
- Epepeotes schlegelii Lansberge, 1884
- Epepeotes strandi (Breuning, 1935)
- Epepeotes taeniotinus (Heller, 1924)
- Epepeotes timorensis Breuning, 1950
- Epepeotes uncinatus Gahan, 1888
- Epepeotes vestigialis Pascoe, 1866
- Epepeotes vittatus Wang, 1991